# سمی لی
سمی لی (به انگلیسی: Sammy Lee) بازیکن فوتبال زادهٔ ۷ فوریه ۱۹۵۹ اهل کشور انگلستان است که سابقهٔ بازی در تیم ملی فوتبال انگلستان را در کارنامهٔ خود دارد. وی در تاریخ ۱۷ نوامبر ۱۹۸۲ نخستین بازی ملی خود را در مقابل تیم ملی فوتبال یونان انجام داد و با حضور در ۱۴ بازی ملی، در تاریخ ۱۷ ژوئن ۱۹۸۴ واپسین بازی ملی‌اش را در برابر تیم ملی فوتبال شیلی برگزار کرد.
این بازیکن توانسته در بازی‌های ملی، ۲ گل به ثمر برساند.